# Ritzing (Burgenland)
Ritzing (ungarisch Récény, Riczing; kroatisch Ricinja) ist eine Gemeinde im Burgenland im Bezirk Oberpullendorf in Österreich mit 926 Einwohnern (Stand 1. Jänner 2024).

## Geografie
Ritzing liegt im Mittelburgenland am Südrand des Ödenburger Gebirges und ist, identisch mit der Katastralgemeinde Ritzing, die einzige Ortschaft in der Gemeinde. Ortsteile sind Helenenschacht, Neustift und zwei Einzellagen. Drei Kilometer entfernt liegt der Helenenschacht mit dem Sonnensee Ritzing.

### Nachbargemeinden
Nur zwei der drei Nachbargemeinden liegen im selben Bezirk wie Ritzing.
|            | Sopron (Ödenburg, Ungarn)                   |             |
| Lackendorf | Kompassrose, die auf Nachbargemeinden zeigt | Neckenmarkt |
|            | Lackendorf                                  |             |

### Eingemeindungen
- Helenenschacht

## Geschichte
Vor Christi Geburt war das Gebiet Teil des keltischen Königreiches Noricum und gehörte zur Umgebung der keltischen Höhensiedlung Burg auf dem Schwarzenbacher Burgberg.
Später unter den Römern lag das heutige Ritzing dann in der Provinz Pannonia.
Der Ort gehörte wie das gesamte Burgenland bis 1920/21 zu Ungarn (Deutsch-Westungarn). Ab 1898 musste aufgrund der Magyarisierungspolitik der Regierung in Budapest der ungarische Ortsname Récény verwendet werden.
Nach Ende des Ersten Weltkriegs wurde nach zähen Verhandlungen Deutsch-Westungarn in den Verträgen von St-Germain und Trianon 1919 Österreich zugesprochen. Der Ort gehört seit 1921 zum neu gegründeten Bundesland Burgenland (siehe auch Geschichte des Burgenlandes). In dieser Zeit wurde auch der Brennberger Ortsteil Helenenschacht nach Ritzing eingemeindet.

## Kultur und Sehenswürdigkeiten
- Katholische Pfarrkirche Ritzing hl. Jakobus der Ältere
- Rosalienkapelle

### Sport
Der Fußballklub SC Ritzing wurde 1963 gegründet, sein Heimstadion ist das Sonnenseestadion.

## Wirtschaft und Infrastruktur

### Wirtschaftssektoren
Im Jahr 2010 gab es fünf landwirtschaftliche Haupterwerbsbetriebe. Diese bewirtschafteten mehr als 60 Prozent der Agrarflächen.
| Wirtschaftssektor            | Anzahl Betriebe | Anzahl Betriebe | Erwerbstätige 2) | Erwerbstätige 2) |
| Wirtschaftssektor            | 2011            | 2001            | 2011             | 2001             |
| ---------------------------- | --------------- | --------------- | ---------------- | ---------------- |
| Land- und Forstwirtschaft 1) | 14              | 30              | 14               | 7                |
| Produktion                   | 5               | 3               | 20               | 9                |
| Dienstleistung               | 50              | 26              | 85               | 77               |

1) Betriebe mit Fläche in den Jahren 2010 und 1999, 2) Erwerbstätige am Arbeitsort 
| Von den 388 in der Gemeinde lebenden Erwerbstätigen arbeiteten 67 im Ort, 321 pendelten in andere Gemeinden. Aus anderen Gemeinden kamen 52 Menschen, um in Ritzing zu arbeiten (Stand 2011). Von Ritzing nach Oberpullendorf sind es zwanzig Straßenkilometer, Sopron liegt 25 Kilometer entfernt. | Hier fehlt eine Grafik, die leider im Moment aus technischen Gründen nicht angezeigt werden kann. Wir arbeiten daran! |

## Politik

### Gemeinderat

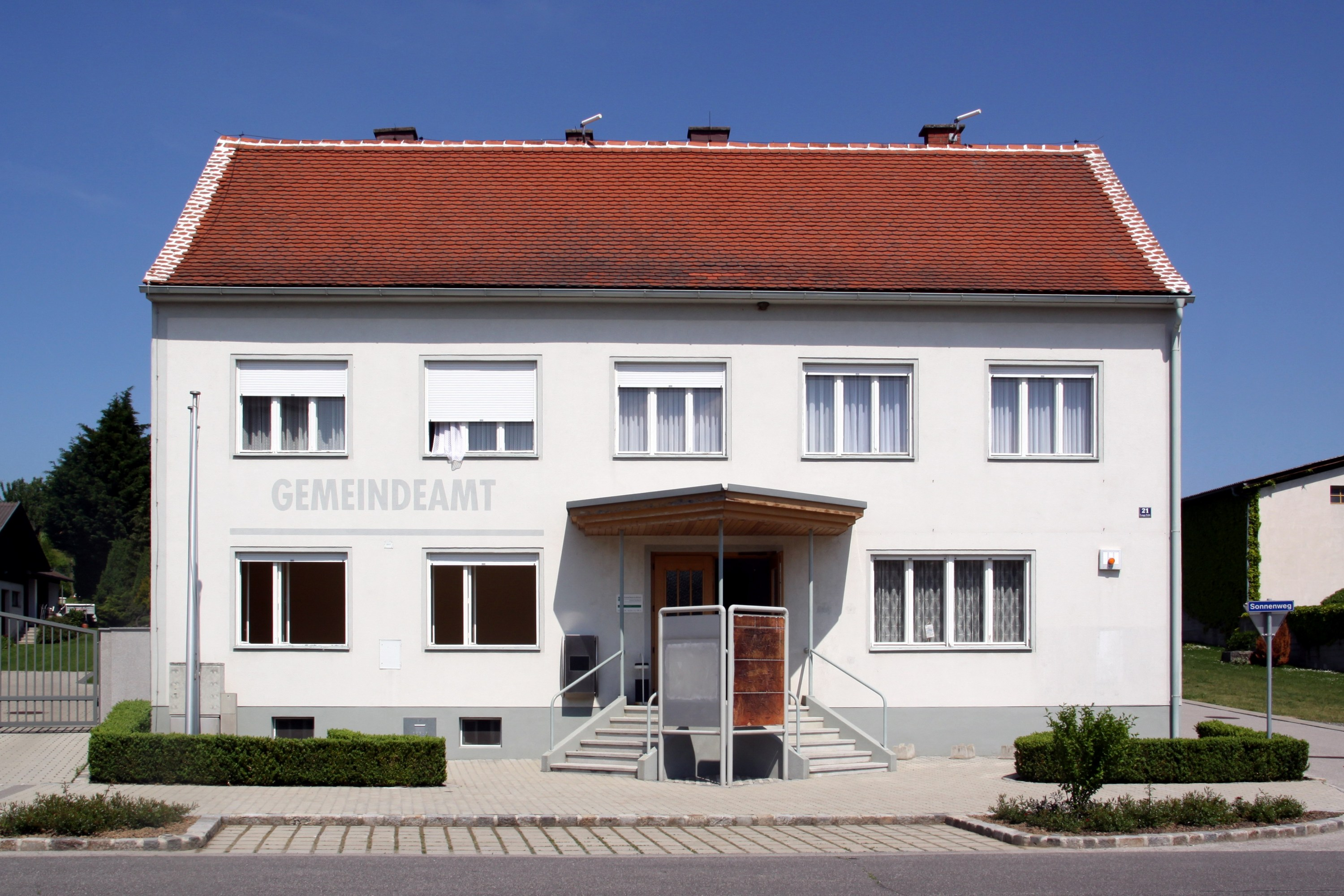
Gemeindeamt Ritzing

Der Gemeinderat umfasst aufgrund der Anzahl der Wahlberechtigten insgesamt 15 Mitglieder.
| Partei          | 2022             | 2022             | 2022             | 2017             | 2017             | 2017             | 2012             | 2012             | 2012             | 2007             | 2007             | 2007             | 2002             | 2002             | 2002             | 1997             | 1997             | 1997             |
| Partei          | Stimmen          | %                | M.               | St.              | %                | M.               | St.              | %                | M.               | St.              | %                | M.               | St.              | %                | M.               | St.              | %                | M.               |
| --------------- | ---------------- | ---------------- | ---------------- | ---------------- | ---------------- | ---------------- | ---------------- | ---------------- | ---------------- | ---------------- | ---------------- | ---------------- | ---------------- | ---------------- | ---------------- | ---------------- | ---------------- | ---------------- |
| SPÖ             | 315              | 46,05            | 7                | 341              | 42,00            | 6                | 320              | 38,60            | 6                | 222              | 31,90            | 5                | 449              | 71,38            | 12               | 337              | 58,51            | 8                |
| LFR A1          | 213              | 31,13            | 5                | 204              | 25,12            | 4                | 204              | 24,61            | 4                | nicht kandidiert | nicht kandidiert | nicht kandidiert | nicht kandidiert | nicht kandidiert | nicht kandidiert | nicht kandidiert | nicht kandidiert | nicht kandidiert |
| ÖVP             | 156              | 22,81            | 3                | 267              | 32,88            | 5                | 305              | 36,79            | 5                | 451              | 64,80            | 10               | 147              | 23,37            | 3                | 185              | 32,12            | 4                |
| Grüne           | nicht kandidiert | nicht kandidiert | nicht kandidiert | nicht kandidiert | nicht kandidiert | nicht kandidiert | nicht kandidiert | nicht kandidiert | nicht kandidiert | 23               | 3,30             | 0                | nicht kandidiert | nicht kandidiert | nicht kandidiert | nicht kandidiert | nicht kandidiert | nicht kandidiert |
| FPÖ             | nicht kandidiert | nicht kandidiert | nicht kandidiert | nicht kandidiert | nicht kandidiert | nicht kandidiert | nicht kandidiert | nicht kandidiert | nicht kandidiert | nicht kandidiert | nicht kandidiert | nicht kandidiert | 33               | 5,25             | 0                | 54               | 9,38             | 1                |
| Wahlberechtigte | 896              | 896              | 896              | 983              | 983              | 983              | 982              | 982              | 982              | 821              | 821              | 821              | 754              | 754              | 754              | 737              | 737              | 737              |
| Wahlbeteiligung | 82,92 %          | 82,92 %          | 82,92 %          | 91,66 %          | 91,66 %          | 91,66 %          | 91,55 %          | 91,55 %          | 91,55 %          | 90,38 %          | 90,38 %          | 90,38 %          | 90,19 %          | 90,19 %          | 90,19 %          | 90,91 %          | 90,91 %          | 90,91 %          |

### Gemeindevorstand
[veraltet]Neben Bürgermeister Jochen Müllner (SPÖ) und Vizebürgermeister Andreas Guzmits (LFR) wurden die geschäftsführenden Gemeinderäte Rene Maleschitz (SPÖ), Walter Roisz (LFR) und Franz Sonnleithner (ÖVP) in den Gemeindevorstand gewählt.

### Bürgermeister
Bei der Wahl 2022 wurde Jochen Müllner (SPÖ) am 24. Oktober 2022 vom Bezirkshauptmann von Oberpullendorf, Klaus Trummer, als Bürgermeister angelobt.
Nach den zahlreichen Querelen zwischen Bürgermeister Walter Roisz (ÖVP) und dem Amtsleiter und Vizebürgermeister Johann Reißner (SPÖ) – Bürgermeister Roisz warf Amtsleiter Reißner Arbeitsverweigerung vor und suspendierte ihn von dessen Tätigkeit, andererseits zeigte Amtsleiter Reißner Bürgermeister Roisz mehr als 70-mal bei der Aufsichtsbehörde an – gingen beide Parteien mit neuen Spitzenkandidaten in die Gemeinderatswahl 2017. Robert Trimmel (SPÖ) erreichte 40,70 %, Ernst Horvath (ÖVP) 35,17 %, während Andreas Guzmits (LFR) mit 24,13 % ausschied. Bei der Stichwahl am 29. Oktober gewann Horvath mit 53,90 %. Trimmel, der auf 46,10 % kam, wurde in der konstituierenden Sitzung des Gemeinderats am 17. November 2017 zum Vizebürgermeister gewählt.
Bei der Wahl 2022 erreichte keiner der drei Kandidaten Müllner (SPÖ), Guzmits (LFR) und Horvath (ÖVP) die absolute Mehrheit. Da der zweitgereihte Andreas Guzmits auf die Wahl verzichtete, wurde Jochen Müllner neuer Bürgermeister von Ritzing.

## Persönlichkeiten
- Ferdinand Reiter (1926–2013), Lehrer, Politiker und Abgeordneter zum Landtag von Niederösterreich sowie Landtagspräsident
- Johann Bauer (1888–1971), Landwirt und Politiker
- Mario Lösch (* 1989), Fußballspieler
- Josef Wieser (* 1946), Maurer und Politiker